# 司法行政法令
司法行政法令是一種法令簡稱，用於英國有關執行司法工作的法例。
具有這一簡稱的法令草案在國會通過期間稱為司法行政法案（Administration of Justice Bill）。
《司法行政法令》（Administration of Justice Acts）是具有該簡稱的法例或所有有關程序法的法例的合稱。

## 列表

### 英國
- 《1696年司法行政法令》（8 & 9 Will 3 c 25）
- 《1705年司法行政法令》（4 & 5 Ann c 3）
- 《1774年司法行政法令》（14 Geo 3 c 39）
- 《1813年司法行政法令》（53 Geo 3 c 24）
- 《1841年司法行政法令》
- 《1920年司法行政法令》（10 & 11 Geo 5 c 81）
- 《1925年司法行政法令》（15 & 16 Geo 5 c 28）
- 《1928年司法行政法令》（18 & 19 Geo 5 c 26）
- 《1932年司法行政法令》（22 & 23 Geo 5 c 55）
- 《1933年司法行政（雜項條文）法令》（23 & 24 Geo 5 c 36）
- 《1934年司法行政（上訴）法令》（24 & 25 Geo 5 c 40）
- 《1938年司法行政（雜項條文）法令》（1 & 2 Geo 6 c 63）
- 《1950年司法行政（退休金）法令》
- 《1956年司法行政法令》（4 & 5 Eliz 2 c 46）
- 《1960年司法行政法令》（8 & 9 Eliz 2 c 65）
- 《1964年司法行政法令》（c 42）
- 《1965年司法行政法令》（c 2）
- 《1968年司法行政法令》（c 5）
- 《1969年司法行政法令》（c 58）
- 《1970年司法行政法令》（c 31）
- 《1973年司法行政法令》（c 15）
- 《1977年司法行政法令》（c 38）
- 《1982年司法行政法令》（c 53）
- 《1985年司法行政法令》（c 61）

#### 蘇格蘭
- 《1808年高等民事法院法令（英语：Court of Session Act 1808）》（48 Geo III c. 151），又稱《1808年司法行政（蘇格蘭）法令》
- 《1933年司法行政（蘇格蘭）法令》（23 & 24 Geo 5 c 41）
- 《1972年司法行政（蘇格蘭）法令》（c 59）

#### 北愛爾蘭
- 《1737年司法行政（語言）法令（愛爾蘭）》（11 Geo 2 c 6 (I)）
- 《1954年司法行政法令（北愛爾蘭）》（c 9 (NI)）